# Hans Schlunegger (Skirennfahrer, 1944)
Hans Schlunegger (* 1944 in Grindelwald) ist ein ehemaliger Schweizer Skirennfahrer und Trainer.
Schlunegger gehörte dem Skiclub Grindelwald an und war von 1964 bis 1968 Mitglied der Schweizer Nationalmannschaft. Er blieb international ohne grössere Erfolge, gewann aber beispielsweise 1967 in Adelboden die Meisterschaft des Berner Oberlandes. Nach seiner aktiven Karriere wurde Schlunegger Trainer im Schweizerischen Skiverband. Er war ab 1972 Trainer der Abfahrts-Nationalmannschaft der Herren, der zu dieser Zeit unter anderem die erfolgreichen Bernhard Russi, Roland Collombin, Philippe Roux, Walter Vesti und Peter Müller angehörten. Von 1980 bis 1982 trainierte er die Abfahrts-Damen, darunter Marie-Theres Nadig und Doris De Agostini.